# Aile adaptative conforme
Une aile adaptative conforme est une aile suffisamment flexible pour que certains aspects de sa forme puissent être modifiés en vol,. Les ailes flexibles présentent plusieurs avantages. Les mécanismes conventionnels de contrôle de vol fonctionnent à l’aide de charnières, ce qui entraîne des perturbations de l’écoulement d’air, des tourbillons, et dans certains cas, une séparation de l’écoulement. Ces effets contribuent à la traînée de l’avion, entraînant une moindre efficacité et des coûts de carburant plus élevés. Les profils aérodynamiques flexibles peuvent manipuler les forces aérodynamiques avec moins de perturbations de l’écoulement, ce qui réduit la traînée aérodynamique et améliore la consommation de carburant.

## Adaptation de forme

Classification des adaptations de forme selon le type de mouvement.

Modifier la forme d'une surface aérodynamique a un effet direct sur ses propriétés aérodynamiques. En fonction des conditions d'écoulement et de la forme initiale de la pièce, chaque variation de forme (courbure, incidence, vrillage...) peut avoir un impact différent sur les forces et moments générés.
Cette caractéristique est activement recherchée dans les ailes adaptatives qui – par nature de leur conformité distribuée – peuvent obtenir des changements de forme de manière continue, fluide et sans discontinuité. En modifiant ces paramètres géométriques, les forces et moments peuvent être ajustés, ce qui permet de les adapter aux conditions de vol spécifiques (par exemple pour la réduction de la traînée aérodynamique) ou de réaliser des manœuvres (comme le roulis).
L’adaptation de forme peut être classée selon le type de mouvement qu’elle permet. Les mouvements affectant le plan global de l’aile « vu de dessus » incluent les variations d’envergure (modifiant ainsi la longueur des ailes), de flèche (modifiant l’angle entre l’aile et l’axe du fuselage), de longueur de corde (augmentant ou réduisant la longueur de la section transversale de l’aile), et de dièdre (modifiant l’angle entre les ailes et le plan horizontal de l’appareil). Les modifications des profils aérodynamiques comprennent les changements de vrillage, de cambrure et de distribution de l’épaisseur.

## Recherches en cours

### FlexSys
Une aile adaptative conforme développée par FlexSys Inc. possède un bord de fuite à cambrure variable, pouvant être défléchi jusqu’à ±10°, agissant ainsi comme une aile équipée de volets, mais sans les segments individuels ni les interstices typiques d’un système de volets. L’aile elle-même peut être vrillée jusqu’à 1° par pied d’envergure. La forme de l’aile peut être modifiée à une vitesse de 30° par seconde, ce qui est idéal pour l’atténuation des charges dues aux rafales. Le développement de l’aile adaptative conforme est sponsorisé par le Air Force Research Laboratory des États-Unis. Initialement, l’aile a été testée en soufflerie, puis une section d’aile de 50 pouces (1,27 m) a été testée en vol à bord de l’avion de recherche Scaled Composites White Knight dans le cadre d’un programme de sept vols totalisant 20 heures, opéré depuis le Mojave Spaceport. Des méthodes de contrôle ont été proposées.

### ETH Zurich
Des ailes adaptatives conformes sont également étudiées à l’ETH Zurich dans le cadre du projet Smart Airfoil,.

### Flexop et FLiPASED (UE)
Le programme Flexop, financé par l’Union européenne, vise à permettre une plus grande finesse d’aile pour réduire la traînée induite, grâce à des ailes plus légères et plus flexibles sur les avions commerciaux, tout en développant une suppression active du flottement aérodynamique pour les ailes souples.
Parmi les partenaires figurent le MTA SZTAKI (Hongrie), Airbus, FACC (Autriche), Inasco (Grèce), l’université de technologie de Delft, le DLR, la TUM, l’université de Bristol (Royaume-Uni) et la RWTH Aachen (Allemagne).
Le 19 novembre 2019, un démonstrateur UAV à réaction d’envergure 7 m (23 ft), doté d’une aile adaptée aéroélastiquement pour une réduction passive des charges, a volé à Oberpfaffenhofen (Allemagne), après avoir été testé avec une aile rigide en fibre de carbone pour établir les performances de référence.
Il possède une configuration classique fuselage-aile, contrairement au fuselage intégré du Lockheed Martin X-56. Il succède au démonstrateur Grumman X-29 de 1984, avec des orientations de fibres plus optimisées. L’aile flexible est 4 % plus légère que la rigide.
Le projet de 54 mois, d’un budget de 6,67 millions d’euros (7,4 millions $), s’est terminé en novembre 2019, suivi par le programme FLiPASED (3,85 millions €) de septembre 2019 à décembre 2022, qui utilise toutes les surfaces mobiles.
Une aile de flottement en fibre de verre devait voler en 2020, avec des modes aérodynamiquement instables à moins de 55 m/s (107 kn), devant être activement supprimés. Grâce à un ajustement aéroélastique optimisé et à une suppression active du flottement, un allongement de 12,4 pourrait réduire la consommation de carburant de 5 %, avec un objectif de 7 %.
FLiPASED est également dirigé par MTA SZTAKI, avec pour partenaires la TUM, le DLR et l’agence française de recherche aéronautique ONERA.